# Ахмад Шуджа-Паша
Генерал-лейтенант Ахмад Шуджа-Паша ( урду احمد شجاع پاشا), (нар. 18 березня 1952 р.) — генерал армії Пакистану у відставці. Він був генеральним директором міжвідомчої розвідки (ISI), головної розвідувальної служби Пакистану з жовтня 2008 року до березня 2012 року. Він повинен був досягти віку виходу на пенсію 18 березня 2010 року, але отримав продовження служби ще на один рік. та звільнився у березні 2012 року. Пашу замінив генерал-лейтенант Захерул Іслам. У 2011 році Ахмад Шуджа-Паша був визнаний журналом Time одним із 100 найвпливовіших людей світу.
Генерал Ахмад Шуджа-Паша, будучи на посаді директора Міжвідомчої розвідки Пакистану, скоротив співпрацю з ЦРУ  до мінімуму, звівши нанівець всі намагання американських дипломатів у Пакистані визволити з полону агента ЦРУ Шакіл Африді в Пакистані.

## Кар'єра армії
Паша вступив на 49-й курс у Пакистанській військовій академії, м. Какул. У 1974 році він був призначений на посаду другого лейтенанта в знаменитому полку прикордонних військ. Він командував піхотним батальйоном, механізованою піхотною бригадою і виконував обов'язки головного інструктора командно-штабного училища армії Пакистану. З 2001 по 2002 рік генерал-лейтенант Паша служив командувачем контингенту і сектором Місії ООН в Сьєрра-Леоне.
Паша отримав звання генерал-майора 5 січня 2003 року  в розміщеній 8-й стрілецькій дивізії ГОК у Сіалкоті. У квітні 2005 року він був призначений комендантом Командно-штабного коледжу в Кветті. З квітня 2006 р. по жовтень 2008 р. Паша займав посаду генерального директора військових операцій у штабі армії, контролюючи всі військові дії у Вазірістані, Сваті та інших племінних районах.
У жовтні 2007 року він був обраний військовим радником Генерального секретаря ООН. Однак через свої зобов'язання в якості генерального директора ISI він не приєднався до Організації Об'єднаних Націй.

## Призначення ISI (2008–2012)
Новообраний цивільний уряд прем'єр-міністра Юсафа Раза Гіллані протягом двох місяців намагався отримати контроль над призначенням на посаду директора ISI, а також поставити відомство під адміністративний, фінансовий та оперативний контроль Міністерства внутрішніх справ. Однак спроба не вдалася, коли начальник штабу армії генерал Каяні призначив Пашу 29 вересня 2008 року. Попередня посада Паші відповідала за планування операцій проти бойовиків "Талібан" та "Аль-Каїди" в провінціях FATA та Хібер-Пахтунхва в Пакистані, сигналізуючи про переорієнтацію з традиційного фокусу ISI на Кашмір та Індію. Уряд Сполучених Штатів чинив тиск на Пакистан з вимогою замінити генерал-лейтенанта Надея Тадж, тодішнього діючого начальника ISI, за яким, як вони стверджували, підозрюються "подвійні стосунки" з бойовиками. І пропонували на посаду таку кандидатуру як Паша. Крім того, призначення Паші було частиною більш широкого перепризначення начальника штабу армії, що зміцнило б вірність до генерала Каяні серед військових, оскільки всі попередні призначення були виконані колишнім президентом і начальником армії Первезом Мушаррафом.
Паша вийшов у відставку з посади генерального директора ISI 18 березня 2012 року.

### Атаки Мумбаї 2008 року
Після нападу на Мумбаї 2008 року індійські ЗМІ повідомили, що президент Асіф Алі Зардарі доручив Паші поїхати до Індії для обміну розвідкою після запиту прем'єр-міністра Індії Манмохана Сінгха  який би став першим головою ISI, який приїхав щоб допомогти розслідувати теракт. Однак під тиском пакистанських військових це рішення було відмінено протягом кількох годин.
У вересні 2009 року він зробив ще одну громадську заяву щодо Індії, відвідавши партію Іфтара, яку проводив тодішній верховний комісар Індії в Пакистані.

### Справа про меморандум

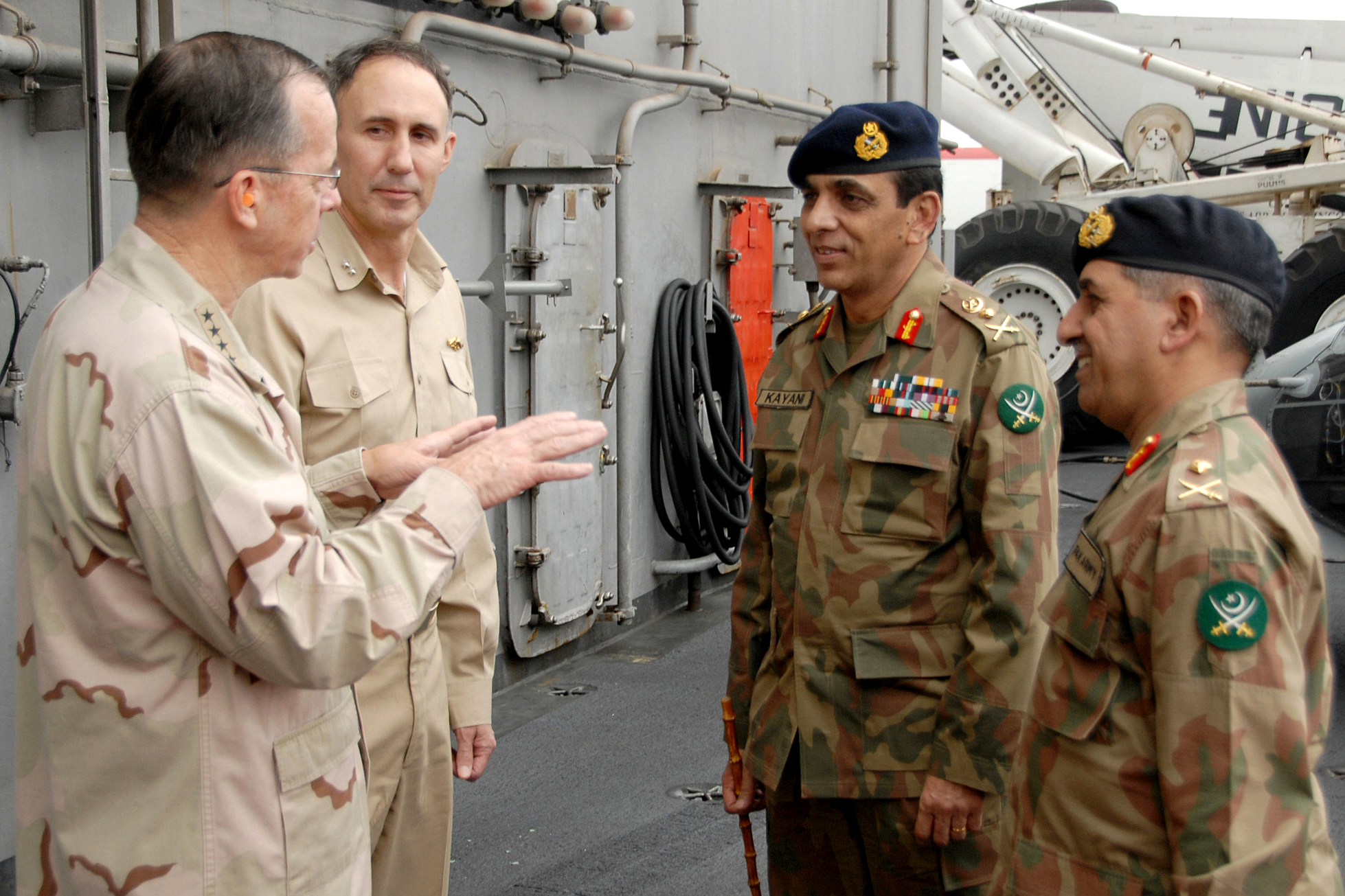
Май. Генерал Паша (справа) поруч з ген. Ашфак Каяні з американським службовцем Авраамом Лінкольном розмовляв з Майклом Малленом, Головою Об'єднаних начальників штабів

Генерал-лейтенант Паша був причетний до суперечки «Меморандуму» 2011–2012 рр., в якій американський бізнесмен Мансур Іджаз стверджував, нібито старший пакистанський дипломат, колишній посол Хусайн Хаккані, попросив його надіслати адміністратору підписаний меморандум. Майк Маллен, тодішній голова Об'єднаного головного штабу США  звернувся за допомогою до адміністрації Обами після нападу в Аббаттабаді, під час якого спецназ США вбив Осама бін Ладена. Він попросив США допомогти запобігти військовому захопленню цивільного уряду в Пакистані, а також допомогти у здійсненні вашингтонським інсайдерським захопленням уряду та військового апарату Пакистану.
10 жовтня 2011 року лондонський Financial Times опублікував статтю  в якій було розкрито існування меморандуму  стверджуючи, що пакистанські спецслужби відповідальні за підтримку джихадистських повстанців у країні. 22 жовтня 2011 року Паша зустрівся з Іджазом у лондонському готелі Intercontinental. Засідання тривало 4 години, і розпочався ланцюжок подій, які завершилися розслідуванням Верховним Судом походження, достовірності та меморандуму Верховного Суду.
Під час зустрічі в Лондоні Паші було представлено докази у формі обміну слухавками BlackBerry, письмових записок та журналів дзвінків, які вказували на причетність до цього питання пакистанського дипломата. мережа Хаккані продовжує заперечувати будь-яку причетність до Меморандуму й до цього часу.
5 квітня 2012 року Паша погодився постати перед Судовою комісією, створеною Верховним судом Пакистану, для вивчення наявних доказів у справі меморандуму. Він засвідчив, що під час зустрічі в Лондоні йому показали ті ж докази, що і під час попередніх трьох місяців слухань, і що він вважає докази фактичними та достовірними. Він не розмовляв у своїй позиції щодо мети, походження чи достовірності меморандуму.
У червні 2012 року Судова комісія оприлюднила свої остаточні висновки і встановила, що передбачуваний меморандум є автентичним і що колишній посол Хусайн Хаккані був його "автором і архітектором". У звіті зазначається, що він насправді домагався американської підтримки через меморандум і хотів очолити нову групу національної безпеки в Пакистані. У звіті також зазначалося, що Хакані не був вірний Пакистану, оскільки він виїхав з країни, не мав матеріальних цінностей у Пакистані і тепер живе за кордоном. Вислухавши доповідь на засіданні Верховного суду, Верховний Суд зобов’язав колишнього посла виступити перед лавкою. Процес репатріації Хакані в Пакистан для його появи перед вищим судом триває і донині.